# Le Cochon danseur
Pour plus de détails, voir Fiche technique et Distribution.
Le Cochon danseur est un film muet français burlesque en noir et blanc réalisé par Millard Mercury, sorti en 1907.
Ce court métrage de 4 minutes produit par Pathé Frères relate les prouesses d'un cochon qu'une jolie jeune fille fait danser.

## Synopsis
Un cochon anthropomorphe, vêtu de manière élégante, danse avec une jeune fille, qui lui fait ensuite honte en lui arrachant ses vêtements. Dans la scène finale, le cochon bouge la langue et les yeux, puis montre ses dents, peut-être dans le but de montrer les capacités mécaniques de la marionnette.

## Fiche technique
Source IMDb
- Titre original : Le Cochon danseur
- Société de production : Pathé frères
- Pays de production :  France
- Langue : film muet avec les intertitres en français
- Format : noir et blanc — 35 mm — 1,33:1 — muet — procédé cinématographique : sphérique
- Métrage : 80 mètres
- Genre : comédie burlesque
- Durée : 4 minutes
- Dates de sortie : 
  - États-Unis : 10 août 1907
  - Italie : 27 juin 2015 (Il Cinema Ritrovato)